# Gold Collection
Gold Collection est une compilation du groupe britannique The Alan Parsons Project, paru sur le label allemand BMG.
Cette compilation est sortie en double compact disc, dure plus de deux heures et demie et propose les plus grands succès du groupe mais ne contient aucun titre du premier album, Tales of Mystery and Imagination.
Le titre Turn It Up vient de l'album solo d'Alan Parsons, Try Anything Once paru en 1993.

## Liste des titres

### CD 1
| 1.    | Don't Answer Me (de Ammonia Avenue, 1984)                   | Eric Woolfson                | 4:16 |
| 2.    | Eye in the Sky (de Eye in the Sky, 1982)                    | Eric Woolfson                | 4:36 |
| 3.    | Lucifer (de Eve, 1979)                                      | instrumental                 | 5:10 |
| 4.    | Prime Time (de Ammonia Avenue, 1974)                        | Eric Woolfson                | 5:04 |
| 5.    | What Goes Up... (de Pyramid, 1978)                          | David Paton / Dean Ford      | 3:35 |
| 6.    | The Gold Bug (de The Turn of a Friendly Card, 1980)         | instrumental                 | 4:34 |
| 7.    | Psychobabble (de Eye in the Sky, 1982)                      | Elmer Gantry                 | 4:53 |
| 8.    | Let's Talk About Me (de Vulture Culture, 1985)              | David Paton                  | 4:30 |
| 9.    | Games People Play (de The Turn of a Friendly Card, 1980)    | Lenny Zakatek                | 4:23 |
| 10.   | Time (de The Turn of a Friendly Card, 1980)                 | Eric Woolfson                | 5:05 |
| 11.   | Damned If I Do (de Eve, 1979)                               | Lenny Zakatek                | 4:54 |
| 12.   | Days Are Numbers (The Traveller) (de Vulture Culture, 1985) | Chris Rainbow                | 4:27 |
| 13.   | Some Other Time (deI Robot, 1977)                           | Peter Straker / Jaki Whitren | 4:06 |
| 14.   | Pyramania (de Pyramid, 1978)                                | Jack Harris                  | 2:44 |
| 15.   | Shadow of a Lonely Man (de Pyramid, 1978)                   | John Miles                   | 5:34 |
| 16.   | Don't Let it Show (de I Robot, 1977)                        | Dave Townsend                | 4:26 |
| 17.   | I Robot (de I Robot, 1977)                                  | instrumental                 | 6:02 |
| 78:22 |                                                             |                              |      |

### CD 2
| 1.    | The Turn of a Friendly Card (de The Turn of a Friendly Card, 1980) | Chris Rainbow   | 2:43 |
| 2.    | I Wouldn't Want To Be Like You (de I Robot, 1977)                  | Lenny Zakatek   | 3:25 |
| 3.    | Limelight (de Stereotomy, 1986)                                    | Gary Brooker    | 4:43 |
| 4.    | Turn It Up (de Try Anything Once, 1993)                            | Chris Thompson  | 6:13 |
| 5.    | Mammagamma (de Eye in the Sky, 1982)                               | instrumental    | 3:38 |
| 6.    | The Eagle Will Rise Again (de Pyramid, 1978)                       | Colin Blunstone | 4:21 |
| 7.    | I'd Rather Be a Man (de Eve, 1979)                                 | David Paton     | 3:57 |
| 8.    | Children of the Moon (de Eye in the Sky, 1982)                     | David Paton     | 4:54 |
| 9.    | One More River (de Pyramid, 1978)                                  | Lenny Zakatek   | 4:18 |
| 10.   | Standing on Higher Ground (de Gaudi, 1987)                         | Geoff Barradale | 5:47 |
| 11.   | Separate Lives (de Vulture Culture, 1985)                          | Eric Woolfson   | 4:36 |
| 12.   | Hawkeye (de Vulture Culture, 1985)                                 | instrumental    | 3:50 |
| 13.   | You Won't Be There (de Eve, 1979)                                  | Dave Townsend   | 3:42 |
| 14.   | Urbania (de Stereotomy, 1986)                                      | instrumental    | 4:59 |
| 15.   | Too Late (de Gaudi, 1987)                                          | Lenny Zakatek   | 4:32 |
| 16.   | Pipeline (de Ammonia Avenue, 1984)                                 | instrumental    | 3:59 |
| 17.   | Since The last Goodbye (de Ammonia Avenue, 1984)                   | Chris Rainbow   | 4:34 |
| 73:41 |                                                                    |                 |      |

## Chart
| Pays      | Durée du classement | Meilleur classement | Date            |
| --------- | ------------------- | ------------------- | --------------- |
| Allemagne | 5 semaines          | 49e                 | 23 février 1998 |